# فهرست استانداران خراسان شمالی
این فهرست اسامی استانداران استان خراسان شمالی، (از سال تشکیل استان در سال ۱۳۸۳ تاکنون) است.

## فهرست
| ر. | نام                   | شروع           | پایان          | مدت                     | دولت    | رئیس دولت | م.     |
| -- | --------------------- | -------------- | -------------- | ----------------------- | ------- | --------- | ------ |
| ۱  | محسن نریمان           | ۱۹ مرداد ۱۳۸۳  | ۱۶ بهمن ۱۳۸۴   | ۱ سال و ۶ ماه           | هشتم    | خاتمی     | [ ۱ ]  |
| ۲  | بهروز همتی            | ۱۶ بهمن ۱۳۸۴   | ۲۱ تیر ۱۳۸۶    | ۱ سال و ۷ ماه           | نهم     | احمدی‌نژاد | [ ۱ ]  |
| –  | غلام‌حسن بشارتی سرپرست | ۲۵ تیر ۱۳۸۶    | ۱۸ شهریور ۱۳۸۶ | ۲ ماه                   | نهم     | احمدی‌نژاد | [ ۲ ]  |
| ۳  | محمدمهدی مروج‌الشریعه  | ۱۸ شهریور ۱۳۸۶ | مهر ۱۳۸۶       | ۱۰ روز                  | نهم     | احمدی‌نژاد | [ ۳ ]  |
| –  | غلام‌حسن بشارتی سرپرست | مهر ۱۳۸۶       | ۲۵ مهر ۱۳۸۶    | حدود ۱ ماه              | نهم     | احمدی‌نژاد |        |
| ۴  | محمدحسین جهانبخش      | ۲۵ مهر ۱۳۸۶    | ۲ تیر ۱۳۸۹     | ۲ سال و ۹ ماه           | نهم     | احمدی‌نژاد | [ ۴ ]  |
| ۴  | محمدحسین جهانبخش      | ۲۵ مهر ۱۳۸۶    | ۲ تیر ۱۳۸۹     | ۲ سال و ۹ ماه           | دهم     | احمدی‌نژاد | ‏       |
| ۵  | ابوطالب شفقت          | ۲ تیر ۱۳۸۹     | ۷ تیر ۱۳۹۱     | ۲ سال                   | دهم     | احمدی‌نژاد | [ ۵ ]  |
| ۶  | محمود احمدی بیغش      | ۷ تیر ۱۳۹۱     | ۲۷ شهریور ۱۳۹۲ | ۱ سال و ۲ ماه           | دهم     | احمدی‌نژاد | [ ۶ ]  |
| ۷  | سید علی‌اکبر پرویزی    | ۲۷ شهریور ۱۳۹۲ | ۱۰ تیر ۱۳۹۵    | ۲ سال و ۹ ماه           | یازدهم  | روحانی    | [ ۷ ]  |
| ۸  | محمدرضا صالحی         | ۱۰ تیر ۱۳۹۵    | ۳۱ تیر ۱۳۹۷    | ۲ سال و ۲۱ روز          | یازدهم  | روحانی    | [ ۸ ]  |
| ۸  | محمدرضا صالحی         | ۱۰ تیر ۱۳۹۵    | ۳۱ تیر ۱۳۹۷    | ۲ سال و ۲۱ روز          | دوازدهم | روحانی    | ‏       |
| ۹  | محمدرضا خباز          | ۳۱ تیر ۱۳۹۷    | ۲۶ آبان ۱۳۹۷   | ۳ ماه و ۲۶ روز          | دوازدهم | روحانی    | [ ۹ ]  |
| –  | مجید پورعیسی سرپرست   | ۲۶ آبان ۱۳۹۷   | ۷ آذر ۱۳۹۷     | ۱۱ روز                  | دوازدهم | روحانی    | [ ۱۰ ] |
| ۱۰ | محمدعلی شجاعی         | ۷ آذر ۱۳۹۷     | ۱۰ آذر ۱۴۰۰    | ۳ سال و ۳ روز           | دوازدهم | روحانی    | [ ۱۱ ] |
| ۱۱ | محمدرضا حسین‌نژاد      | ۱۰ آذر ۱۴۰۰    | ۶ آبان ۱۴۰۳    | ۲ سال و ۱۰ ماه و ۲۶ روز | سیزدهم  | رئیسی     | [ ۱۲ ] |
| ۱۲ | بهمن نوری             | ۶ آبان ۱۴۰۳    | متصدی          |                         | چهاردهم | پزشکیان   | [ ۱۳ ] |